# Wire (Wire)
Wire è il quattordicesimo ed eponimo album in studio del gruppo musicale britannico Wire, pubblicato nel 2015.

## Tracce
1. Blogging – 3:46
2. Shifting – 3:17
3. Burning Bridges – 3:58
4. In Manchester – 2:41
5. High – 1:52
6. Sleep-Walking – 7:30
7. Joust & Jostle – 2:12
8. Swallow – 4:17
9. Split Your Ends – 3:30
10. Octopus – 3:16
11. Harpooned – 8:23